# 鄧鴻藩
鄧鴻藩（1899年—？），字屏洲，雲南省鹽津縣人，歷任東陸大學、雲南大學文法學院主任、院長，中華民國第一屆考試院委員。

## 生平
1899年，鄧鴻藩生於雲南省鹽津縣，
1923年，考入東京帝國大學法學部，是當年度唯一一位考入東京帝大的中國學生。後繼續攻讀大學院，研究憲法和國際法。
1926年，回國後歷任法政大學、私立民國大學、中國大學教授。後返回雲南，執教東陸大學法學院，並在雲南省政府任職，兼任司法廳參事。雲南大學成立後，任文法學院院長。1945年至1949年，任內政部參事。後隨國民政府遷台，歷任考試院委員。